# Rathaus Werdohl

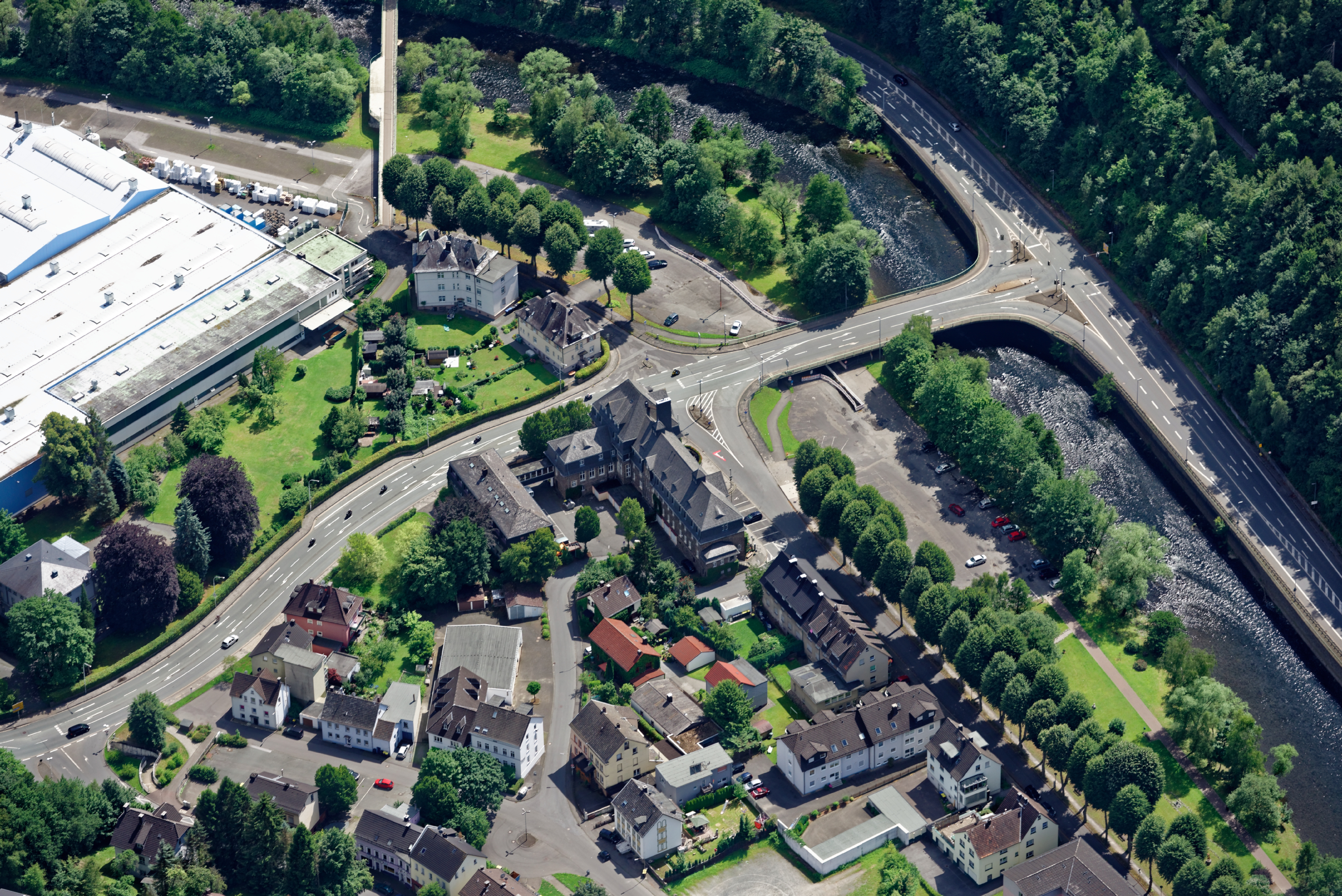
Luftaufnahme des Rathauses in Werdohl

Das Rathaus Werdohl ist ein denkmalgeschütztes Gebäude in Werdohl.

## Geschichte

Altbau

Die Werdohler Fabrikanten benötigten um 1900 durch das Wachstum der Industrie mehr Wohnraum für Arbeitnehmer. Deshalb gründete man 1901 eine gemeinnützige Baugenossenschaft. Im Jahr 1910 gab man ein Ledigenheim zur Unterbringung unverheirateter Arbeiter in Auftrag. Das Bauwerk wurde 1912 fertiggestellt. Das Ledigenheim enthielt 92 Zimmer mit ein, zwei oder drei Betten. Insgesamt konnten dort 145 Arbeiter wohnen. Alle Zimmer hatten für jeden Bewohner Wascheinrichtung mit fließendem Wasser, Zentralheizung, elektrische Beleuchtung, Tische und abschließbare Schränke. Ein großer Speisesaal, ein Lesesaal und die Küche befanden sich im Erdgeschoss. Eine Badeanstalt und eine maschinelle Waschanstalt, die auch von Anwohnern genutzt werden konnte, befanden sich im Kellergeschoss.
Die Firma Kugel & Berg nutzte das Objekt nachfolgend für kurze Zeit als Bürogebäude. 1927 erwarb die Gemeinde Werdohl das Gebäude. Von dieser Zeit bis 1936 diente es als Amtshaus. Mit dem Erhalt der Stadtrechte am 19. April 1936 durch den Oberpräsidenten der Provinz Westfalen wurde das Gebäude offizielles Rathaus der Stadt.

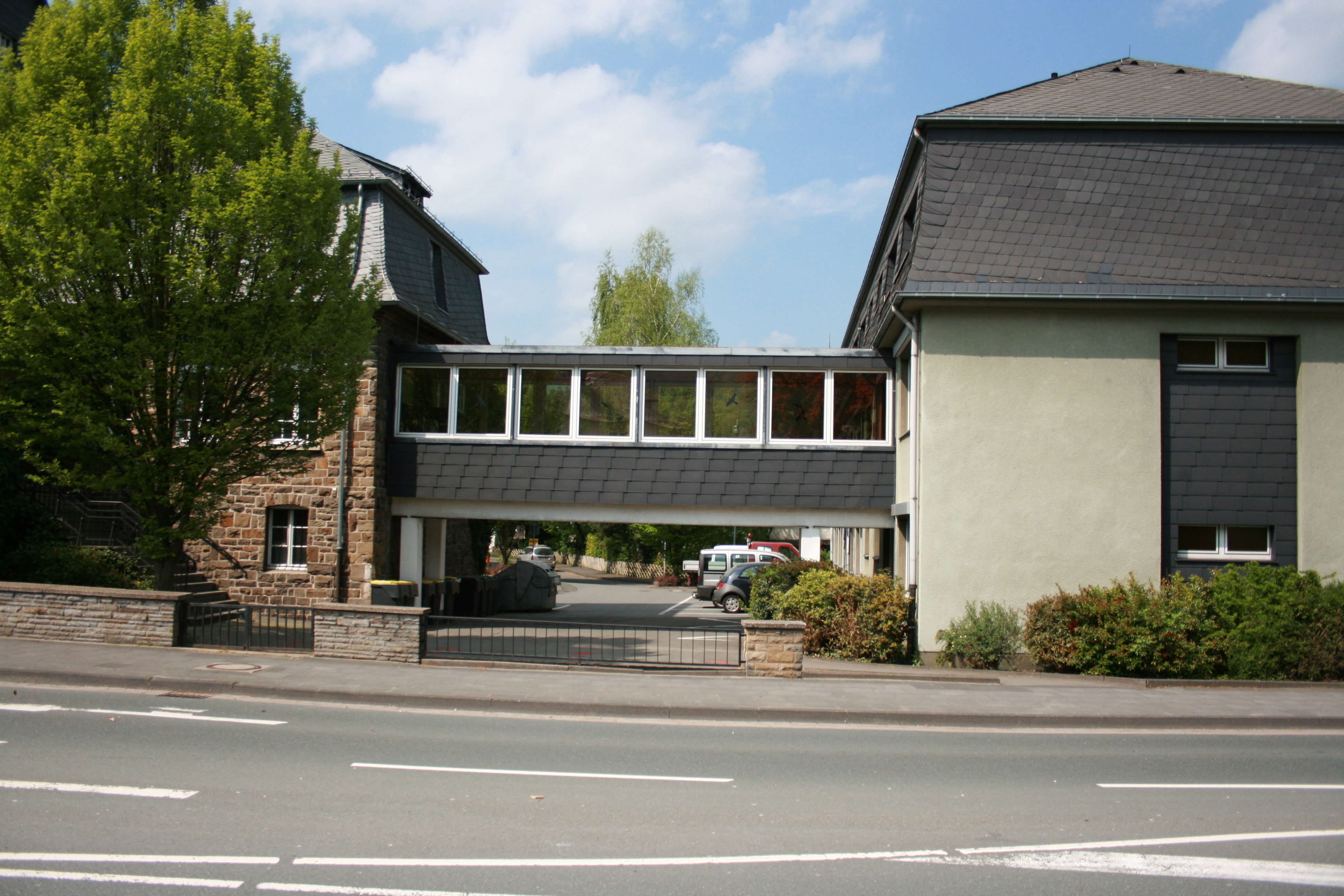
Neubau mit Verbindungsgang

1975 errichtete man einen Neubau, den man durch einen Verbindungsgang mit dem Altbau verband. In diesem Verbindungsgang wurde der originale Wappenstein, mit dem Wappen der Familie Neuhoff-Bottlenberg, aus der ehemaligen Burg Pungelscheid eingemauert.

## Architektur
Das stadtbildprägende Gebäude in neubarockem Stil wurde von den Iserlohner Architekten Brüninghaus & Helmuth an der Goethestraße errichtet. Das hammergerechte Schichtmauerwerk aus Grauwacke wurde 1912 fertiggestellt. Das Bauprojekt kostete die Baugesellschaft rund 180.000 Mark.